# Piombino
Piombino és una comuna de la costa de Toscana, enfront d'Elba, a la regió de Toscana, província de Livorno. La comuna té una àrea de 129 km² i una població de més de 35.000 habitants. Les seves fraccions són Populonia, Baratti i Riotorto i el patró local és Santa Anastàsia el 8 de maig.

## Història
L'àrea fou habitada ja en temps dels etruscs. Prop de l'emplaçament hi havia la ciutat de Populònia. Piombino deriva de Populino (petita Populonia) i segurament fou fundada el segle ix per la població de Populonia que es va refugiar en aquell lloc davant els atacs dels pirates musulmans. És possible que anteriorment ja hi hagués algun assentament del temps dels ostrogots.
El 1022 es va fundar a la zona el monestir de San Giustiniano, el qual va dirigir les activitats de pescadors, mariners i treballadors. El 1115 la vila i castell es va sotmetre a Pisa i va quedar sota l'autoritat d'un capità, essent el segon port de la República. El 1162 un breu imperial va reconèixer la possessió pisana però amb dret d'organitzar el comú. La ciutat fou saquejada pels genoveses alguna vegada al segle xiii. El capità Ugolino Arsoapchi va construir els canals el 1248. El castell va romandre possessió de Pisa fins al 1392.
Jaume I Appiani, senyor de Pisa, va vendre el 1392 la senyoria pisana als Visconti però es va reservar Elba i les illes Montecristo, Pianosa, Cerboli i Palmaiola, així com Piombino, Scarlino, Populònia, Suvereto, Buriano, Abbadia al Fango i Vignale i va formar la senyoria del Piombino que els Appiani van governar des del 30 d'octubre del 1392 fins al 1634. El fill de Jaume I, Gerard Lleonard Appiani, fou també senyor de Valle i Montioni el 1400 i comte palatí del sacre imperi el 1402 (Comtes Appiani senyors de Piombino).
Des del 1501 a 1503 fou ocupada per Cèsar Borja que el va abandonar el 1503 a la mort del Papa Alexandre IV. El 1502 fou visitat per Leonardo da Vinci que hi va tornar el 1504 per estudiar les fortificacions i reforçar-les. Va emetre moneda d'or fabricada a la seca de Marciano a Elba; els Appiani foren prínceps del sacre imperi per diploma imperial del 8 de novembre de 1509 en el qual el títol era "príncep al Piombino" superposant el nom del territori al del cognom (abans foren comtes Appiani, senyors de Piombino). Abbadia al Fango i Vignale van deixar de pertànyer als Appiani el 1519 però els foren retornades el 1559.
El principat de Piombino fou ocupat del 25 de juny de 1549 al 1552 per Cosme I Medici de Florència, en mig de la guerra entre Florència i Espanya d'un costat, i França, Turquia i Siena de l'altra; en la lluita contra els espanyols, els francesos i turcs aliats van atacar el principat el 1552. L'ocupació es va perllongar el 1552, fins al 1557, al morir la regent Elena Salviati; Florència, pel tractat de Londres del 20 de maig de 1557 va rebre Portoferraio a Elba (i quasi tot el territori de Siena incloent la ciutat) però va renunciar al Piombino (que en compensacióva recuperar el 1559 Vignale i Abbadia al Fango); el rei d'Espanya es va reservar Orbitello, Porto de Ercolo, Monte Filipo, Monte Argentaro, Porto San Estefano i Telemone, a la costa del territori de Siena, com a compensació per la cessió de Siena a Florència, i amb aquest dominis va establir presidis (fortaleses amb guarnició) i es van constituir els Presidis Toscans, territori espanyol depenent del virrei de Nàpols.
Alexandre Appiani d'Aragona fou fill natural legitimat i habilitat per a succeir per l'emperador el 1559. Fou príncep al Piombino, príncep del sacre imperi i senyor de Scarlino, Populonia, Suvereto, Buriano, Abbadia al Fango i Vignale i de les illes d'Elba, Montecristo, Pianosa, Cerboli i Palmaiola el 1585. Mantingué el títol de comte del sacre imperi. Fou assassinat el 28 de setembre de 1589 en una revolta popular instigada per la noblesa que va donar el poder al comandant espanyol dels Presidis Fèlix d'Aragó. El 1594 Populonia fou elevada a marquesat (marquesat de Populònia) i la senyoria de Piombino fou erigida en principat imperial, anomenant-se des de llavors príncep Jaume VII del Piombino (abans Jaume VII Appiani d'Aragona).
El 1603 a la mort de Jaume VII del Piombino, l'herència del principat va entrar en litigi i un cosí, Carles del Piombino, es va proclamar príncep. Carles era fill de Sforza Appiani d'Aragona i senyor de Valle i Montioni; va governar fins des al gener fins al 20 de febrer del mateix any quan fou deposat pels espanyols, que van ocupar el principat incloent la part dels Appiani a Elba, però finalment van reconèixer la successió a Isabel del Piombino, germana gran de Jaume VII el 1611 si bé els espanyols van conservar una part de l'illa (Porto Longone, després Porto Azzurro) i van construir les fortaleses de Forte Focardo i Forte S. Giacomo, i aquesta zona fou agregada als Presidis Toscans. Isabel va renunciar el 1624 en favor de la seva filla Polissena de Mendoza, però altre cop va entrar en litigi, i Horaci del Piombino, fill de Carles, es va proclamar príncep el 1626 i el 1628 Espanya va assolir el dret feudal i el va reconèixer.
Nicolau I Ludovisi (1613-1664), fill d'Orazio Ludovisi (1561-1640) i de Flamini Bentivoglio es va casar en segones noces el 1632 amb Polissena Appiano d'Aragona Mendoza, princesa del Piombino, filla i hereva d'Isabel del Piombino, principat que la mare havia renunciat al seu favor el 1624 però que havia estat ocupat per (Horaci del Piombino) al que Espanya havia reconegut el 1628. Nicolau en fou reconegut príncep i investit el 24 de març de 1634 contra el pagament de més d'un milió de florins, i fou confirmat per diploma imperial de 21 d'abril de 1634. El 1635 va poder prendre possessió del feu, que li fou confirmat el 8 de novembre de 1638 amb el marquesat de Populonia i les senyories annexes però va haver de renunciar a la part de l'illa d'Elba que posseïa a favor de Toscana.
Polissena va morir el 27 d'agost de 1642, i el seu únic fill va morir jove. Nicolau va morir a Sardenya on exercia de virrei el 1664 i l'herència va recaure en el fill mascle més gran del seu tercer matrimoni, Joan Baptista I Ludovisi (1647-1699), investit l'1 de setembre de 1665. Es va casar el 1669 amb Maria de Montcada filla de Guillem Ramon de Montcada, marqués d'Aitona, la qual va morir a Roma el 1694 sense fills. Joan Baptista va morir el 1699 i l'únic fill Nicolau va morir el mateix any, segurament abans que el pare; per això la successió va passar a la germana Olímpia I Ludovisi (1656-1700) que era monja i només li va sobreviure un any i tres mesos. A Olímpia la va succeir la seva germana Hipòlita I Ludovisi (1663-1724), casada des del 19 d'octubre de 1681 amb Gregori I Boncompagni, duc de Sora i Arce, fill d'Ugo Boncompagni. Gregori I va morir abans (1707) que Hipòlita, i la successió corresponia als fills nascuts de la seva dona (dels 8 fills de Gregori 7 els havia tingut amb Hipòlita) però tots els mascles havien mort i l'única hereva era una filla (la filla gran) amb el que el principat i altres títols haurien sortit de la família i Gregori volia conservar la successió en la branca Boncompagni, de manera que el 1702 va casar a son germà Antoni I Boncompagni (1658-1731), el seu hereu mascle més proper, amb la seva filla Maria Eleonora I Boncompagni (1686-1745). El matrimoni va succeir conjuntament a Hipòlita a la seva mort el 1624, disset després de morir Gregori i Antoni I va agafar el cognom de Boncompagni-Ludovisi. Primer va morir Antoni I (1731) i després Maria Eleonora I (1745); el fill comú fou proclamat príncep indivís (amb la mare) el 1731 però era menor d'edat i no va arribar a la majoria fins al 1741. Des d'aquest any, amb la mare encara viva, de fet el fill, Gaietà I Boncompagni-Ludovisi (1706-1777), va assolir les regnes del poder, que fou complet el 1745. Va morir el 1777 i el va succeir el seu fill Antoni II Boncompagni-Ludovisi (1735-1805), que degut a les guerres napoleòniques, pel Tractat d'Amiens del 1801 fou deposat i desposseït del seu principat (21 de març de 1801) que ja havia estat ocupat pels francesos temps abans (1797). Piombino va passar al Regne d'Etrúria (format per l'abolició de Gran Ducat de Toscana) i va formar part del departament de l'Ombrone (1801). El Regne d'Etrúria fou dissolt pel tractat de Fontainebleau el 10 de desembre de 1807 i el 1808 fou incorporat a França. Nominalment el país va tornar a ser un estat sobirà el 1809 quant fou donat amb títol de gran duquessa de Toscana a la germana de Napoleó, Elisa Baciocchi, el 3 de març de 1809, i el van conservar fins a l'1 de febrer de 1814, però de fet sempre va romandre un domini francès. El príncep Antoni II va morir el 1805 i els drets van passar al fill Lluís Maria Boncompagni-Ludovisi (1767-1841) a qui el Congrés de Viena (1815) va confirmar la pèrdua del principat sobirà de Piombino deixant-li només els béns alodials i el títol. A la seva mort el títol va passar al seu fill Antoni III Boncompgani-Ludovisi i va seguir en els seus descendents.
El 1860 fou incorporada amb Toscana al Regne d'Itàlia. El 1943 Piombino va resistir uns dies un intent de desembarcament alemany.

## Llista de senyors Appiani de Piombino
- Jaume I Appiani (senyor de Pisa) 1392-1398
- Gerard Lleonard Appiani (senyor de Pisa 1398-1399) 1398-1405
- Jaume II Appiani 1405-1441
- Caterina Appiani 1445-1451
- Manel Appiani 1451-1457
- Jaume III Appiani d'Aragona 1457-1474
- Jaume IV Appiani d'Aragona 1474-1501
- Cèsar Borja 1501-1503
- Jaume IV Appiani d'Aragona (segona vegada), príncep 1509, 1503-1510
- Jaume V Appiani d'Aragona 1510-1545
- Jaume VI Appiani d'Aragona 1545-1548
- A Florència 1548-1557
- Jaume VI Appiani d'Aragona (segona vegada) 1552 (de fet 1557)-1585
- Alexandre Appiani d'Aragona 1585-1589
- Jaume VII del Piombino conegut també per Cosm 1589-1603, príncep 1594
- Carles del Piombino 1603
- A Espanya 1603 a 1611
- Isabel del Piombino 1611-1624
- Horaci del Piombino 1626-1635
- Nicolau I Ludovisi 1635-1664 (ocupació francesa 1646-1650)

## Llista de prínceps de Piombino de la família Ludovisi
- Nicolau I Ludovisi 1634-1664
- Joan Baptista I Ludovisi 1664-1699
- Olímpia I Ludovisi 1699-1700
- Hipòlita I Ludovisi 1700-1724
- Gregori I Boncompagni 1700-1707 (príncep consort)

## Llista de prínceps de Piombino de la família Boncompagni-Ludovisi
- Maria Eleonora I Boncompagni 1724-1745
- Antoni I Boncompagni-Ludovisi 1724-1731
- Gaietà I Boncompagni-Ludovisi 1731-1777 (majoria 1741, plena successió 1745)
- Antoni II Boncompagni-Ludovisi 1777-1805
- Lluís Maria Boncompagni-Ludovisi 1805-1841
- Antoni III Boncompagni-Ludovisi 1841-1883 (fill)
- Rodolf Boncompagni-Ludovisi 1883-1911 (fill)
- Hug Boncompagni-Ludovisi 1911-1935 (fill)
- Antoni Francesc Boncompagni-Ludovisi 1935-1955 (fill)
- Gregori II Boncompagni-Ludovisi 1955-1988 (fill)
- Nicolau Francesc Boncompagni-Ludovisi 1988-
- Francesc Boncompagni-Ludovisi (hereu)
- Gregori III Boncompagni-Ludovisi (hereu de l'hereu)